# 比利·麥凱
比利·麥凱（英語：Billy Mckay；1988年10月22日—）是一位北愛爾蘭足球運動員。在場上的位置是前鋒。他現在效力於英格蘭足球甲級聯賽球隊威根競技足球俱樂部。他也代表北愛爾蘭國家足球隊參賽。